# XIV SS Korps
Het XIV SS-Legerkorps (Duits: XIV. SS-Armeekorps) was een Duits legerkorps van de Waffen-SS tijdens de Tweede Wereldoorlog.

## Geschiedenis XIV SS-Legerkorps

### 1944
Na zijn benoeming tot opperbevelhebber van Legergroep Bovenrijn wilde Reichsführer Heinrich Himmler meer SS-eenheden onder zijn bevel.  Uit de staf van Bevollmächtigten des Reichsführers SS für die Bandenbekämpfung vormde hij in november 1944 het hoofdkwartier van het XIV SS-Legerkorps.  Omdat er niet voldoende gevechtseenheden beschikbaar waren, bestond het korps slechts uit één divisie, de 553e Volksgrenadiersdivisie.  Het korps fungeerde als reserve van de legergroep.
Het korps kreeg tijdens de opmars van de geallieerden in Noord-Frankrijk in de maanden na de landing op Normandië als taak om bij de start van Operatie Nordwind de Amerikaanse eenheden aan de grens bij Gambsheim (Elzas-Lotharingen was na 1940 geannexeerd door nazi-Duitsland) aan te vallen en vast te pinnen zodat ze niet als versterking konden worden ingezet tegen de hoofdaanval, die meer noordelijker zou worden ingezet.  De SS-officieren, die de staf vormden, hadden enkel ervaring met de bestrijding van partizanen in Rusland en Polen.  Ze hadden geen ervaring met het aansturen van gevechtseenheden, logistiek en planning van een offensief tegen een reguliere vijand.

### 1945
Pas op 5 januari 1945, vijf dagen na het begin van operatie Nordwind, was het korps gereed om in de aanval te gaan. Op dat moment was de hoofdaanval van het 1e Leger al vastgelopen.In de nacht van 4 op 5 januari 1945 stak de 553e Volksgrenadiersdivisie bij Gambsheim, waar de Moder en Zorn samenvloeiden,  de Rijn over.  Doordat de meeste US-eenheden van het 6e Legerkorps in het noorden vochten en dankzij de hulp van de pro-Duitse bevolking konden de Duitsers snel hun bruggenhoofd uitbreiden tot aan Killstett.  De Duitsers sloegen een zwakke aanval af en ze veroverden Herrlisheim en Offendorf.  Gedurende de nacht voerden de Duitsers versterkingen aan, want overdag bestookten de geallieerde vliegtuigen de oevers.  De Duitsers begonnen hun posities te versterken.  Generaal Alexander Patch, commandant van het 7e Amerikaanse Leger, gaf op 8 januari de pas gearriveerde 12e Pantserdivisie het bruggenhoofd te vernietigen.  Combat Command B viel Herlisheim aan.  De Duitse grenadiers hadden zich goed verschanst in het dorp en gesteund door goed gecamoufleerde anti-tankkanonnen sloegen ze de aanval van de onervaren Amerikanen af.  De Amerikanen hergroepeerden zich en op 13 januari viel Combat Command B opnieuw Herlisheim aan en Combat Command A probeerde Offendorf en Steinwald te veroveren.  Ook deze aanval werd afgeslagen.
Op 14 januari 1945 kreeg het XIV SS-Legerkorps de beschikking over het 3e SS-Panzerbataljon van de 1e SS-pantserdivisie, aangevoerd door SS-Brigadeführer Heinz Harmel. De ervaren Harmel negeerde de bevelen van zijn korpscommandant.  In de nacht van 15 op 16 januari 1945 zette hij een Kampfgruppe met tanks over de Rijn en hij zette zijn hoofdkwartier in Offendorf op.  Harmel plande een uitbraak uit het bruggenhoofd in de richting van het 1e Leger, dat vanuit het noorden de Moder probeerde te bereiken.  De volgende dag botsen de Duitse tanks frontaal op een nieuwe Amerikaanse aanval van Combat Command A.    De zware Duitse tanks vernietigden een Amerikaanse tankbataljon en daarna liepen ze de begeleidende pantserinfanterie onder de voet.  Ondanks deze overwinning liep de Duitse aanval vast.  Kanalen en afwateringsgrachten doorsneden het landschap.  Veel Duitse tanks liepen vast of hadden te kampen met mechanische problemen.
Aan de zuidelijke rand verdreef de 3e Franse Infanteriedivisie de 553e Volksgrenadiersdivisie uit Killstett.  Tussen 17 januari en 21 januari probeerde het XIV SS-Legerkorps Killstett te heroveren, maar de aanvallen verliepen ongecoördineerd en de Fransen hielden stand.  Meer naar het noorden trok generaal Patch zijn troepen terug achter de Moder.  De Duitsers waren verrast door de terugtocht en het duurde tot 21 januari voor ze de nieuwe Amerikaanse linie aanvielen.  Na enkele vergeefse aanvallen verwaterde het Duitse offensief tot lokale aanvallen op het niveau van pelotons en compagnieën.
In het oosten was het Wisła-Oderoffensief losgebarsten en de sterkste Duitse eenheden werden van het westen naar het bedreigde oostfront gestuurd.  Het hoofdkwartier van het XIV SS-Legerkorps werd ontbonden en de staf vormde het X SS-Legerkorps dat naar Pommern werd gestuurd.

## Commandanten[4]
| Rang                                                              | Naam                        | Begin                            | Eind            | Opmerking |
| ----------------------------------------------------------------- | --------------------------- | -------------------------------- | --------------- | --- |
| SS-Gruppenführer en Generalleutnant in de Waffen-SS en de politie | Heinz Reinefarth            | November 1944                    | December 1944   | Reinefarth werd wel genoemd als commandant van het XIV SS Korps, maar onbekend hoelang hij het commando voerde.                      |
| SS-Obergruppenführer en generaal der Waffen-SS en Politie         | Erich von dem Bach-Zelewski | 10 november 1944 - December 1944 | 25 januari 1945 | Bach-Zelewski werd na de ontbinding van het XIV SS Korps, commandant van het X SS Korps. Reinefarth wordt genoemd als zijn opvolger. |

## Stafchef[2][3][9]
| Rang                | Naam         | Begin         | Eind             | Opmerking                                                                     |
| ------------------- | ------------ | ------------- | ---------------- | ----------------------------------------------------------------------------- |
| SS-Standartenführer | Herbert Golz | November 1944 | 25 januari 1945? | Golz werd na de ontbinding van het XIV SS Korps, stafchef van het X SS Korps. |